# Polaris (stjerne)
|  | En bruger mener at denne artikel bør overvejes slettet - af grunde der ikke dækkes ind af {Notabilitet}, {Reklame}, {Snævert emne}, {Tætpå} eller {Uencyklopædisk} (overvej evt. om en af disse skabeloner er mere dækkende). Klik her for at se sletningsforslaget. (Ved anvendelse af denne skabelon skal Wikipedia:Sletningsforslag opdateres) |

|  | Sammenskrivningsforslag Artiklerne Nordstjernen, Polaris (stjerne) er foreslået sammenskrevet. (Siden august 2025) Diskutér forslaget |

Polaris er en stjerne i det nordlige stjernebillede Lille Bjørn. Den omtales almindeligvis som  Nordstjernen eller Polarstjernen. Den systematiske betegnelse er Alfa Ursae Minoris, der kan afkortes til {\displaystyle \alpha {\text{ UMi}}}. Den Internationale Astronomiske Union IAUs Working Group on Star Names (WGSN) har den 30. juni 2016 fastlagt egennavnet Polaris for denne stjerne.
Dens tilsyneladende størrelsesklasse svinger en smule omkring m = 2.02. Den er derfor let synlig for det blotte øje . Da Polaris for tiden befinder sig kun 0.66° fra den nordlige himmelpol, står den derfor i løbet af døgnet på næsten samme sted på himlen. Den har derfor i århundreder været velegnet i navigationen til at fastlæggelse af retningen geografisk nord.
Polaris er den nærmeste cepheide, en stjernetype med regelmæssig ændring af lysstyrken, som har haft stor betydning for måling af afstande til fjerne galakser. Dens egen afstand er først blevet nøjagtigt bestemt af den astrometriske satellit Gaia, der fandt en værdi på 448 lysår (137 parsec).

## Polaris som stjerne
Undersøgelser med store kikkerter viser, at der er tale om en tredobbelt stjerne.
Den primære stjerne (og den som har IAU-egennavnet "Polaris") er en gul superkæmpe med det systematiske navn Polaris Aa. Dens spektraltype er F7Ib. Den omkredses af ledsagerstjernen Polaris Ab med en omløbstid på 29.4 år. 
Dette par omkredses af en fjernere ledsager, dværgstjernen Polaris B (BD+88°9). Den har været brugt som sammenligningsstjerne til at påvise lysstyrkeændringer hos Polaris.
Det ydre par AB blev opdaget i 1779 af den engelske astronom William Herschel med en hjemmebygget spejlkikkert . Den visuelle ledsager, Polaris B, er en hovedseriestjerne af spektraltype F3 V og størrelsesklasse 8. Afstanden AB er på 18" i buemål, hvilket svarer til en lineær afstand på 2400 au.
Polaris Ab blev første gang fotograferet af Hubble Space Telescope i 2006. De to komponenter er adskilt med under 0.2 buesekunder, hvilket er nær Hubbles opløsningsevne. En vinkel på 0.2" er lig udstrækningen af en bordtennisbold (diameter 40 mm) set i en afstand af 41 km. Desuden er forskellen i lysstyrke meget stor: Polaris har som superkæmpe en lysstyrke på omkring 1260 gange Solens, medens Polaris Ab er en beskeden hovedseriestjerne med spektraltype F6V. Hvis det lykkes at få målt en nøjagtig bane af Ab omkring Aa, vil man kunne bestemme massen af denne med god nøjagtighed, hvilket hidtil har været vanskeligt for cepheider på grund af deres store afstande. 
Middelafstanden Aa - Ab er 18.5 au, hvilket kan sammenlignes med 20.1 au for Solen - Uranus. Til sammenligning er afstanden A - B ca. 2400 au.
Man har haft to nære stjerner med afstande på 43" og 83" mistænkt for at være yderligere komponenter ("Polaris C" hhv. "Polaris D"), men det drejer sig blot om feltstjerner ("optiske dobbeltstjerner").
I 2024 lykkedes det for første gang at påvise detaljer på overfladen af kæmpestjernen Polaris.. Man anvendte et optisk interferometer, CHARA Array, med lang basislængde (op til 331 m) for at opnå høj opløsningsevne. Observationerne blev foretaget i årene 2016 - 2021. Man kunne også bestemme massen af Polaris med relativ høj nøjagtighed, {\displaystyle M_{\text{Aa}}=5.13\pm 0.28\,{\text{M}}_{\odot }}, medens ledsagestjernen Ab har massen {\displaystyle M_{\text{Ab}}=1.32\pm 0.03\,{\text{M}}_{\odot }}. Radius blev målt til {\displaystyle R_{\text{Aa}}=46.3\pm 0.4\,{\text{R}}_{\odot }} og systemets omløbstid til {\displaystyle P=29.416\pm 0.028\,{\text{år}}}.

## Polaris som cepheidestjerne
|  |  |

Polaris er den nærmeste af den type variable stjerner, som betegnes cepheider og den eneste, hvis masse har kunnet bestemmes dynamisk (på grund af tilstedeværelsen af en ledsager). Cepheider kan på grund af deres høje lysstyrke ses ud i store afstande (ud til de nærmeste galakser). De er velegnede til brug for afstandsbestemmelse.
I 1800-tallet blev Polaris anvendt som standardstjerne til ved sammenligning at bestemme lysstyrken af andre stjerner. Men fra 1852 fik man mistanke om, at lysstyrken varierede, omend svagt. I 1911 kunne den danske astronom Ejnar Hertzsprung bekræfte, at Polaris var variabel med en periode på P = 3.9681 døgn. Variabiliteten viste sig at være som hos cepheidestjerner. 
Polaris er den nærmeste og lysstærkeste klassiske cepheide. Men amplituden i lysstyrkeændringen er lille og er blevet meget mindre i historisk tid, jævnfør de to viste lyskurver. Før 1963 var amplituden over 0.1 størrelsesklasser. Efter 1966 faldt den kraftigt mod 0.05 størrelsesklasser, og den har varieret uregelmassigt sidenUdsvingets beskedne størrelse synes nu at have stabiliseret sig og er måske voksende igen. Årsagen kan være, at Polaris er i færd med at forlade den såkaldte ustabilitets-stribe i HR-diagrammet. Det er et område af HR-diagrammet, som en tung stjerne i sin udvikling som superkæmpe passerer igennem og i hvilket stjernen pulserer fysisk.

## Polaris som polstjerne
Da Polaris står tæt på himlens nordpol, ændres dens rektascension sig kraftigt på kort tid, se figuren. Hosstående tabel viser, at deklinationen langsomt vokser mod et maximum for derefter at aftage. I tabellen er der ikke taget hensyn til jordaksens nutation og stjernelysets aberration. Den mindste afstand til polen indtræffer i februar 2102, hvor deklinationen vil være {\displaystyle +89^{\textrm {o}}32'23''} :305 . Medtager man nutation og årlig aberration i beregningerne, så indtræffer mindste afstand næsten to år tidligere, nemlig 24. marts 2100, hvor deklinationen vil være {\displaystyle +89^{\textrm {o}}32'50.62''} :308 .
| Epoke og ekvinoktium                | Rektascension {\displaystyle \alpha }                               | Deklination {\displaystyle \delta }         |
| ----------------------------------- | ------------------------------------------------------------------- | ------------------------------------------- |
| {\displaystyle {\textrm {J2000.0}}} | {\displaystyle 2^{\textrm {h}}31^{\textrm {m}}48.704^{\textrm {s}}} | {\displaystyle +89^{\textrm {o}}15'50.72''} |
| {\displaystyle {\textrm {J2025.0}}} | {\displaystyle 3^{\textrm {h}}04^{\textrm {m}}25.013^{\textrm {s}}} | {\displaystyle +89^{\textrm {o}}22'03.33''} |
| {\displaystyle {\textrm {J2050.0}}} | {\displaystyle 3^{\textrm {h}}48^{\textrm {m}}16.421^{\textrm {s}}} | {\displaystyle +89^{\textrm {o}}27'15.39''} |
| {\displaystyle {\textrm {J2075.0}}} | {\displaystyle 4^{\textrm {h}}45^{\textrm {m}}30.226^{\textrm {s}}} | {\displaystyle +89^{\textrm {o}}30'54.10''} |
| {\displaystyle {\textrm {J2100.0}}} | {\displaystyle 5^{\textrm {h}}53^{\textrm {m}}29.166^{\textrm {s}}} | {\displaystyle +89^{\textrm {o}}32'22.18''} |
| {\displaystyle {\textrm {J2102.1}}} | {\displaystyle 5^{\textrm {h}}59^{\textrm {m}}24.852^{\textrm {s}}} | {\displaystyle +89^{\textrm {o}}32'22.75''} |
| {\displaystyle {\textrm {J2125.0}}} | {\displaystyle 7^{\textrm {h}}02^{\textrm {m}}29.149^{\textrm {s}}} | {\displaystyle +89^{\textrm {o}}31'19.48''} |
| {\displaystyle {\textrm {J2150.0}}} | {\displaystyle 8^{\textrm {h}}01^{\textrm {m}}56.436^{\textrm {s}}} | {\displaystyle +89^{\textrm {o}}28'00.76''} |

## Polaris på flag og våbenskjold
Polaris figurerer sammen med Karlsvognen markant på Alaskas flag og er også afbildet på flaget for det canadiske territorium Nunavut samt på våbenskjoldet for den finske kommune Utsjoki i Lapland.
- Alaskas flag
- Nunavuts flag
- Utsjokis våbenskjold